# Bài thuyết trình về các sao chổi

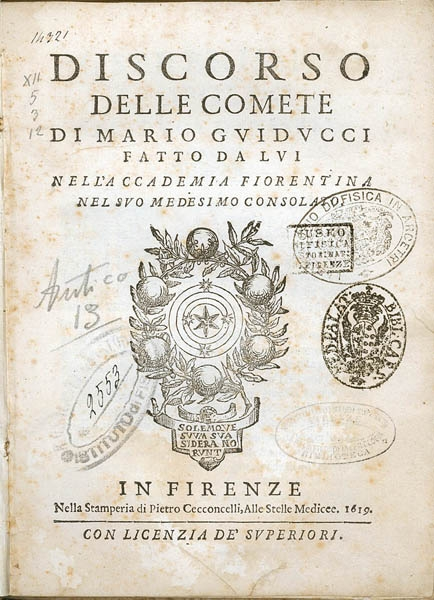
Trang bìa cuốn Discorso delle Comete.

Bài thuyết trình về các sao chổi (tiếng Ý: Discorso delle Comete) là một tác phẩm nhỏ được xuất bản vào năm 1619 với tên Mario Guiducci là tác giả, nhưng thực tế nó được viết bởi nhà khoa học người Ý Galileo Galilei. Trong tác phẩm này, Galilei đã phỏng đoán rằng các sao chổi không phải là các vật thể vật lý mà là các hiệu ứng khí quyển giống như là cực quang.:62

## Mối quan tâm về các sao chổi của Galileo
3 sao chổi đã được nhìn thấy tại châu Âu vào năm 1618. Cái đầu tiên xuất hiện vào tháng 10, cái thứ hai xuất hiện vào giữa tháng 11, và cái cuối cũng là cái sáng nhất xuất hiện vào cuối tháng 11.:103 Sau khi xuất bản cuốn Bức thư về các vết đen Mặt Trời vào năm 1613, Galilei đã dừng việc nghiên cứu thiên văn với chiếc kính viễn vọng trên diện rộng và ông đã không xuất bản gì thêm dựa trên những quan sát và báo cáo về các sự kiện thiên văn. Năm 1616, cái nhìn thuyết nhật tâm của Nikolaus Copernicus đã được tuyên bố một cách chính thức là dị giáo và Galilei đã bị cảnh báo bởi Đức hồng y Bellarmine không được dạy hay bảo vệ thuyết này. Sau đó, Galilei đã không bàn tán gì về các vấn đề thiên văn học trong vài năm. Tuy nhiên, Virginio Cesarini đã viết thư đề nghị ông cho ý kiến về những sao chổi xuất hiện vào năm 1618, cũng như Leopold V, Đại Công tước Áo và Domenico Bonsi đã viết thư rằng các nhà toán học hoàng gia của Louis XIII của Pháp muốn biết ý kiến của ông về hiện tượng trên.
Galilei đã không quan sát các sao chổi bởi vì sức khỏe không tốt vào mùa thu năm 1618.:107 Tuy nhiên, ông đã biết được rằng Collegio Romano đã thực hiện bốn bài diễn thuyết về các sao chổi, lần lượt bởi một nhà lý thuyết, một nhà toán học, một triết gia và một diễn giả. Nhà toán học đó là Orazio Grassi, học trò của Odo Van Maelcote và Christoph Grienberger. Grassi đã tranh luận rằng sự vắng mặt của thị sai có nghĩa rằng các sao chổi phải ở rất xa từ Trái Đất và ông đề xuất rằng chúng tồn tại bên trên Mặt Trăng. Không lâu sau đó bài diễn văn đã được xuất bản tại Roma như là một tiểu luận giáu tên được dặt tiêu đề De Tribus Cometis Anni MDCXVIII.:233-6
Vào tháng 3 năm 1619, Galilei đã nhận được một bức thư từ Giovanni Battista Rinuccini cảnh báo sự thật rằng vài người ngoài dòng Tên đang tuyên bố bài diễn văn của Grassi về các sao chổi đã cung cấp một bằng chứng xác định rằng ý tưởng của Copernicus là sai. Mối đe dọa rõ ràng này đối với tư tưởng của Copernicus, thứ mà đã lâu rồi Galilei không đứng lên bảo vệ, đã thúc đẩy ông tấn công vào hệ thống Tycho trở nên phổ biến nhờ sự truyên bá của các tu sĩ dòng Tên.
Galilei đã nhận được bản sao chép bài diễn văn của Grassi và cảm thấy tức giận về điều đó. Những ghi chú của ông lên bản thảo này đầy sự xúc phạm: pezzo d'asinaccio (một phần của sự ngu ngốc hoàn toàn), bufolaccio (anh hề), villan poltrone (tên ngốc xấu xa), balordone (tên ngốc vụng về). Ông quyết định đáp trả lại nghiên cứu của Grassi giữa lúc bạn của ông là Mario Guiducci lại muốn một chủ đề cho một bài diễn văn đã được lên kế hoạch của Galilei tại Accademia Fiorentina.:233-6 Guiducci đã đọc Bài thuyết trình về các sao chổi tại ngôi trường đó vào tháng 5 năm 1619 và nó được xuất bản vào tháng sau.
Công khai, Galilei đã tuyên bố rằng Guiducci, chứ không phải là ông, là tác giả của cuốn sách. Mặc cho sự phản đối công khai của Galilei, không có gì chứng minh rằng Guiducci là tác giả. Bản viết tay có chứa chữ của Galilei trên diện rộng và những phần viết tay của Guiducci đều được sửa chữa bởi Galilei.:xvi-xvii

## Giả thiết
Grassi đã đáp lại Bài thuyết trình về các sao chổi rằng đó là đề xuất một lý thuyết về nguồn gốc của chúng. Nhưng Galilei đã nói rõ ràng ông không đi theo mục tiêu đó. Thay vào đó, như trong Bức thư gửi cho Đại Nữ công tước Christina bốn năm về trước, đề xuất của ông là nhấn mạnh ý chính của chứng minh dựa trên ý kiến của những ai không đồng ý với ông. Ông có ý định để chi trích những nhà tư tưởng dởm những người tin rằng dễ dàng tìm ra được câu trả lời cho cái gì đó. Ông không để ý đến sự thật rằng thiên nhiên có thể có nhiều cách khả thi để tạo ra hiệu ứng giống nhau. Ông thừa nhận rằng ông biết rất ít về các sao chổi. Điểm nhấn của ông đó là phơi bày những ai bị thuyết phục rằng họ biết câu trả lởi. Tác phẩm Bài thuyết trình không nỗ lực để yêu cầu những bằng chứng rõ ràng cho các giả thiết của Galilei (không giống như Bức thư về các vết đen Mặt Trời hay Bài thuyết trình về các Vật thể Nổi, thay vào đó tác phẩm tập trung vào cuộc tranh luận để làm xói mòn luận điểm của Grassi, buộc ông ta phải xem xét lại hiện tượng của các sao chổi hoàn hảo hơn và đưa ra và đưa ra những bằng chứng bền vững hơn để chứng minh rằng ông ta đúng.